# Steinberg (Dermbach)
Steinberg ist ein Ortsteil von Dermbach im Wartburgkreis in Thüringen.

## Lage
Steinberg ist der höchstgelegene Ort im Wartburgkreis, die geographische Höhe des Ortes beträgt 613 m ü. NN. Steinberg liegt in einer Senke zwischen dem Südwesthang des Berges Steinkopf (694 m ü. NN) und dem Südhang des Zeller Kopfes (693,8 m ü. NN) in  der Kuppenrhön, etwa drei Kilometer (Luftlinie) südwestlich von Dermbach und 15 Kilometer südsüdwestlich der Kreisstadt Bad Salzungen.

## Geschichte
Am 22. November 1220 wurde der Weiler erstmals urkundlich genannt.
Der Ort gehörte über Jahrhunderte zum Amt Fischberg, das sich zeitweise im Besitz der Herren von Neidhartshausen, der Herren von Frankenstein, der Grafen von Henneberg-Schleusingen, des Klosters Fulda, verschiedener Ernestinischer Herzogtümer und zuletzt ab 1815 des Großherzogtums Sachsen-Weimar-Eisenach befand.
Zum 1. Januar 2019 kam Steinberg im Zuge der Eingemeindung von Brunnhartshausen zur Gemeinde Dermbach.
Am 30. Juni 2009 wohnten 47 Einwohner in Steinberg.